# Bisoro (Kamerun)
Bisoro ist ein Dorf in Kamerun.

## Lage
Das Dorf mit ca. 3.500 Einwohnern liegt auf einem Plateau der vulkanischen Rumpiberge, einem Wildreservat in der Ekondo-Titi Subdivison des Bezirks Ndian in der Region Sud-Ouest von Kamerun. Der Golf von Guinea ist etwa 39 Kilometer entfernt. An Bisoro grenzen Pondo Balue im Süden, Bafaka Balue im Westen, Diboki Balue im Norden und Weme Balue im Nordosten.

## Dorf
Es gibt eine Verbindung von Bisoro nach Kumba, der Regionalhauptstadt. Durch Unterstützung der deutschen Bundesregierung und einer Partnerschaft der evangelischen Kirchenbezirke Schopfheim und Lörrach der badischen Landeskirche konnte eine Wasserversorgung errichtet werden. Eine weiterführende Secondary School wurde 2007 errichtet. Seit dem Schuljahr 2013/2014 hat die Schule den Status einer Government High School.

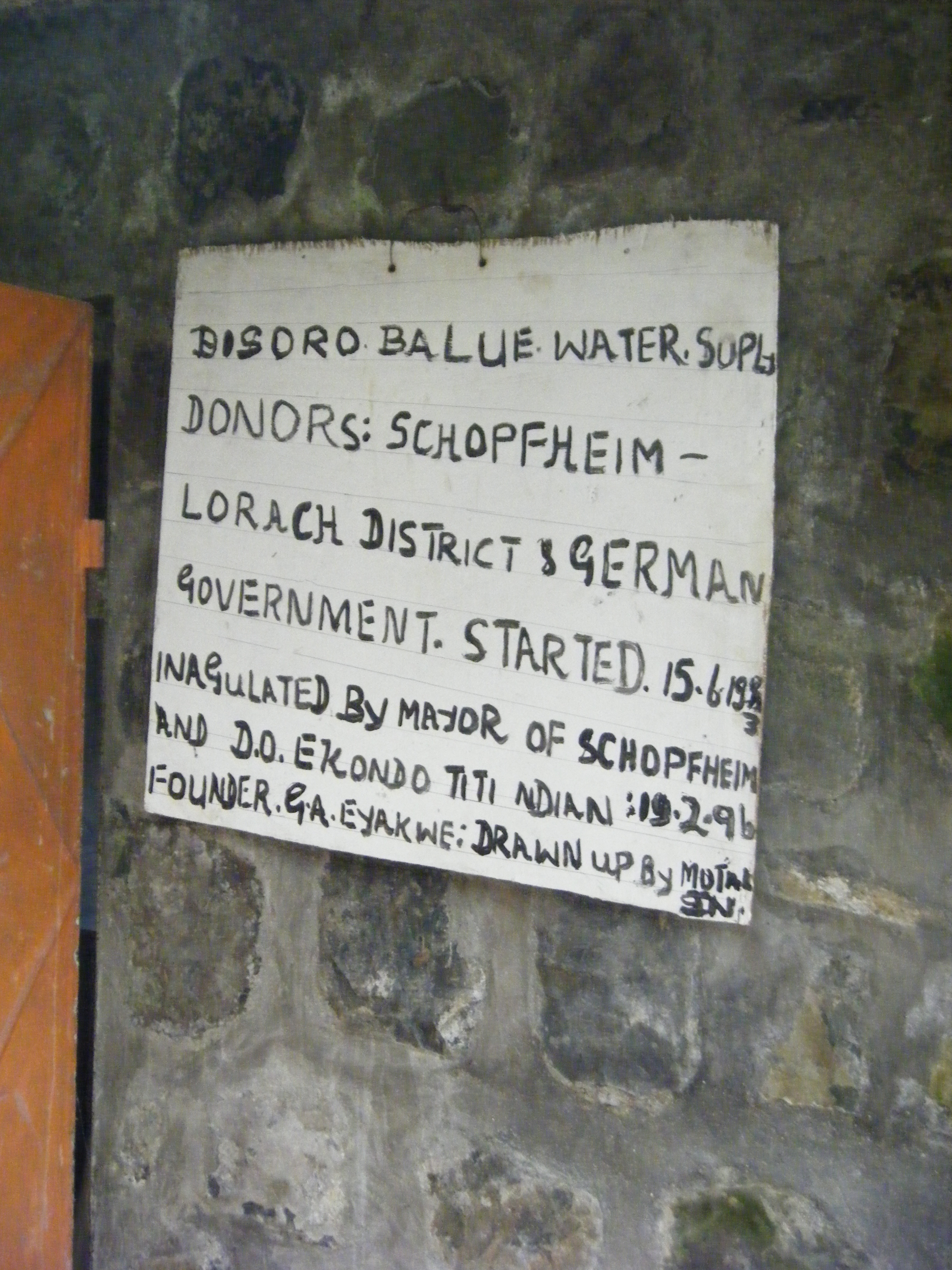
Wasserversorgung in Bisoro Balue

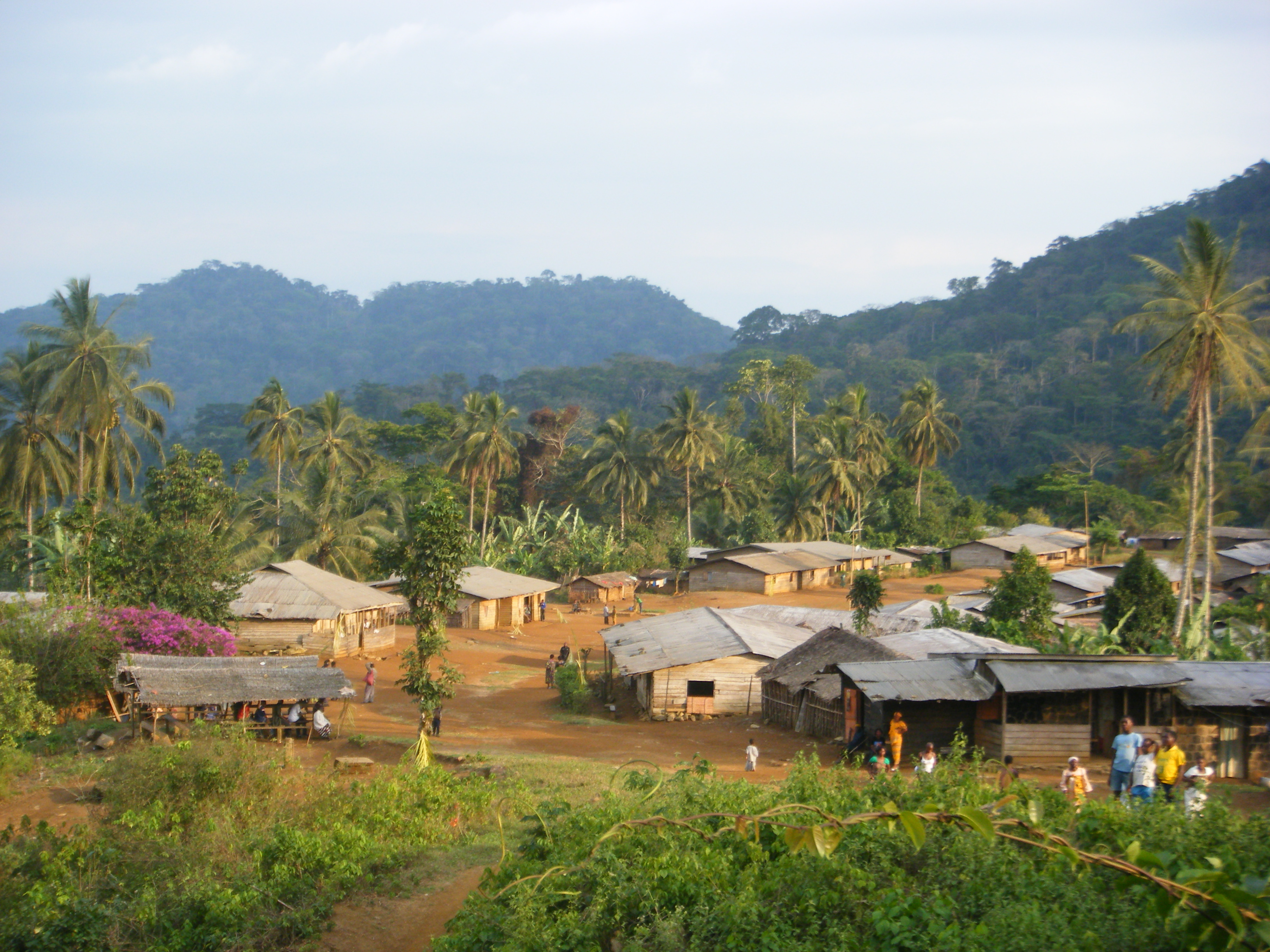
Blick auf das Dorf Bisoro Balue